# دان راذير
دانيال إيرفن «دان» راذير الابن (Daniel Irvin "Dan" Rather, Jr.) (مواليد 31 من أكتوبر 1931م) هو صُحفي أمريكي ومُذيع أخبار سابق في برنامج  الأخبار المسائية على شبكة قنوات سي بي إس. يشغل الآن منصب مُحرر ومُذيع لبرنامج أخبار تليفزيوني بعنوان تقارير دان راذير على القناة الأرضية تليفزيون إيه إكس إس. كان راذير مُذيعًا إخباريًا في برنامج الأخبار المسائية على شبكة قنوات سي بي إس لمدة 24 عامًا، من 9 من مارس 1981م، وحتى 9 من مارس 2005م. كما شارك أيضًا في برنامج 60 دقيقة (60 Minutes) على شبكة قنوات سي بي إس. من ناحية أخرى، تورَّط راذير في صراعٍ شديدٍ حول أحد التقارير الإخبارية مثار الجدل والتي تتحدث عن فترة خدمة الرئيس الأمريكي السابق بوش في حرب فيتنام في قوات الحرس الوطني، ممَّا ترتب على ذلك انسحابه من برنامج الأخبار المسائية على سي بي إس في عام 2005م، كما انفصل تمامًا عن الشبكة بعد ثلاثة وأربعين عامًا أي في عام 2006م.

## كتابات أخرى
- Dan Rather (2012). Rather outspoken : my life in the news. Grand Central Pub. OCLC:756584260. {{استشهاد بكتاب}}: الوسيط author-name-list parameters تكرر أكثر من مرة (مساعدة) والوسيط غير المعروف |الرقم المعياري= تم تجاهله يقترح استخدام |ردمك= (مساعدة)
- Leonard Downie (2003). The news about the <a href='news:'>news: American journalism in peril. Vintage. مؤرشف من الأصل في 2020-01-24. {{استشهاد بكتاب}}: الوسيط author-name-list parameters تكرر أكثر من مرة (مساعدة) والوسيط غير المعروف |الرقم المعياري= تم تجاهله يقترح استخدام |ردمك= (مساعدة)
- Mark Hertsgaard، Mark (1988). On Bended Knee: The Press and the Reagan Presidency. Farrar Strauss & Giroux. مؤرشف من الأصل في 2020-01-24. {{استشهاد بكتاب}}: الوسيط |ref=harv غير صالح (مساعدة)، الوسيط |الأخير= و|مؤلف= تكرر أكثر من مرة (مساعدة)، والوسيط غير المعروف |الرقم المعياري= تم تجاهله يقترح استخدام |ردمك= (مساعدة)
- Rather, Dan. The Palace Guard, with Gary Gates
- Dan Rather (2 فبراير 1984). The Camera Never Blinks: Adventures of a TV Journalist. Ballantine Books. OCLC:444864709. مؤرشف من الأصل في 2020-01-24. {{استشهاد بكتاب}}: الوسيط author-name-list parameters تكرر أكثر من مرة (مساعدة) والوسيط غير المعروف |الرقم المعياري= تم تجاهله يقترح استخدام |ردمك= (مساعدة) .
- Rather, Dan. I Remember, with Peter Wyden.
- Rather, Dan with Herskowitz, Mickey. The Camera Never Blinks Twice. 1995. William Morrow.
- Dan Rather (2 يونيو 1999). Deadlines and datelines. William Morrow & Co. مؤرشف من الأصل في 2020-01-24. {{استشهاد بكتاب}}: الوسيط غير المعروف |الرقم المعياري= تم تجاهله يقترح استخدام |ردمك= (مساعدة)
- Peter J. Boyer (15 أبريل 1989). Who killed CBS?: the undoing of America's number one news network. St Martins Press. مؤرشف من الأصل في 2020-10-13. {{استشهاد بكتاب}}: الوسيط غير المعروف |الرقم المعياري= تم تجاهله يقترح استخدام |ردمك= (مساعدة)
- 2nd Saddam interview

## وصلات خارجية
- Dan Rather's Personal Website
- CBS biography of Rather
- Booknotes interview with Rather on Deadlines & Datelines: Essays at the Turn of the Century, July 25, 1999.
- Dan Rather discusses the 2008 Presidential Campaign
- دان راذير على موقع IMDb (الإنجليزية)
- دان راذير على موقع الموسوعة البريطانية (الإنجليزية)
- دان راذير على موقع ميوزك برينز (الإنجليزية)
- دان راذير على موقع إن إن دي بي (الإنجليزية)
- دان راذير على موقع قاعدة بيانات الفيلم (الإنجليزية)
- PDF of Dan Rather's lawsuit against CBS نسخة محفوظة 23 يونيو 2011 على موقع واي باك مشين.
- PDF of CBS' motion to dismiss Rather's lawsuit
- "It's running of the bull", Michael Goodwin, New York Daily News, 9 March 2005
- "Wrong from the Beginning", Phillip Chalk, Weekly Standard, March 14, 2005.
- Rather-CBS lawsuit
- Dan Rather appears in Lee Atwater documentary Boogie Man: The Lee Atwater Story